# Sesbania grandiflora
Espèce
Synonymes
- Aeschynomene coccinea L. f.
- Aeschynomene grandiflora (L.) L.
- Agati coccinea (L. f.) Desv.
- Agati grandiflora (L.) Desv.
- Agati grandiflora var. coccinea (L. f.) Wight & Arn.
- Coronilla coccinea Boiss.
- Coronilla coccinea (L. f.) Willd.
- Dolichos arboreus Forssk.
- Dolichos arborescens G. Don
- Coronilla grandiflora (L.) Willd.
- Emerus grandiflorus (L.) Kuntze
- Resupinaria grandiflora (L.) Raf.
- Robinia grandiflora L. - basionyme
- Robinia grandiflora M. Bieb.
- Sesbania coccinea (L. f.) Poir.
- Sesbania coccinea (L. f.) Pers.
- Sesbania grandiflora (L.) Poir.[2]

Sesbania grandiflora est une espèce de plantes à fleurs du genre Sesbania (sous-famille des Faboideae). C'est un petit arbre aux multiples usages et probablement originaire d'Asie du Sud et d'Asie du Sud-est, mais maintenant introduit dans diverses régions tropicales du monde. Son nom français est  fayotier ou fagotier,.

## Description
Ce petit arbre à croissance rapide atteint jusqu'à 3-12 mètres de haut. Son bois tendre est peu durable. Comme la plupart des légumineuses, il fixe l'azote atmosphérique grâce à ses nodosités racinaires. Il commence généralement à se ramifier à partir d'une hauteur de 5 mètres. Ses branches sont plutôt pendantes. Son écorce, gris brunâtre porte des crevasses longitudinales et transversales irrégulières formées par une couche de liège peu adhérente. Sous l'écorce, le tronc produit un exsudat visqueux et aqueux de couleur rouge et de goût amer. Ses feuilles paripennées mesurent de 15-30 centimètres de long, avec 10-20 paires de folioles ou plus. Les boutons floraux sont falciformes ou droits. Les fleurs blanches ou rouges, de forme oblongue, mesurent 1,5-10 centimètres de long, avec 2-4 fleurs par grappes. Le calice à 2 lèvres est campanulé. Les gousses ressemblent à de grands haricots verts plats, minces, mesurant 20-55 centimètres de long, avec une épaisseur au niveau de la suture devenant jaune-blanchâtre à maturité. Ils contiennent environ 30 graines elliptiques, brunes, de 8 millimètres de diamètre.

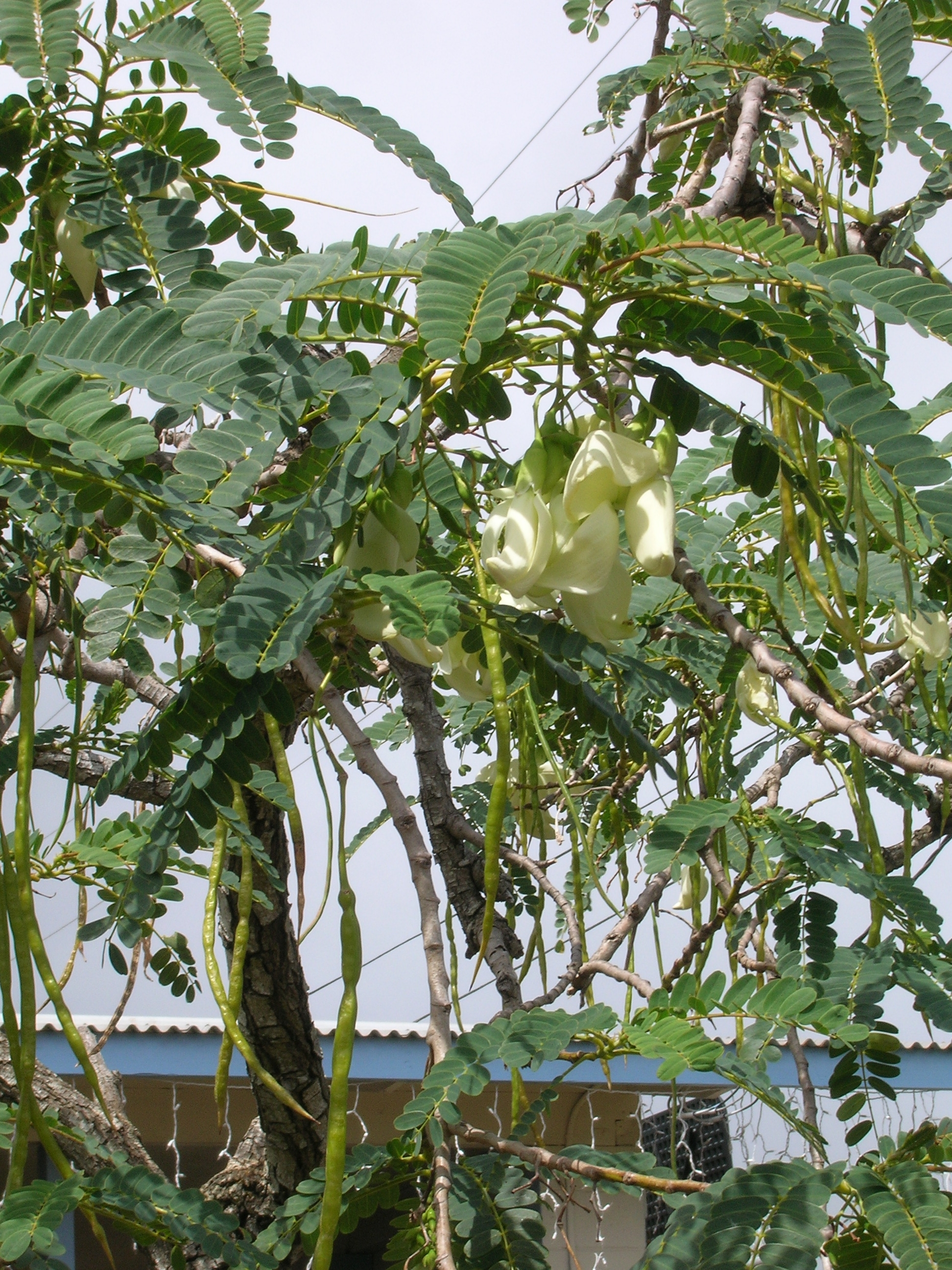
Branchages de S. grandiflora.
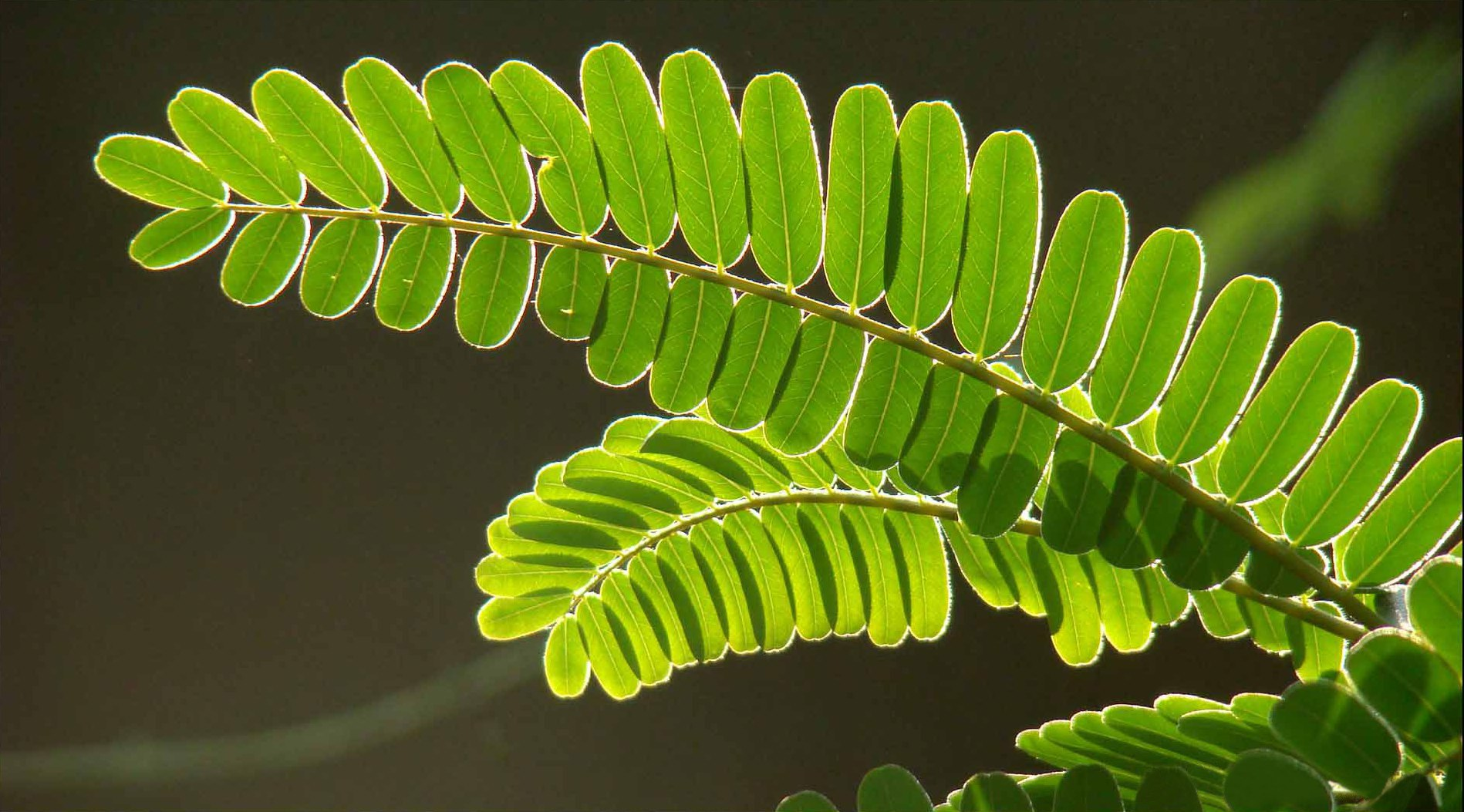
Feuille de S. grandiflora.
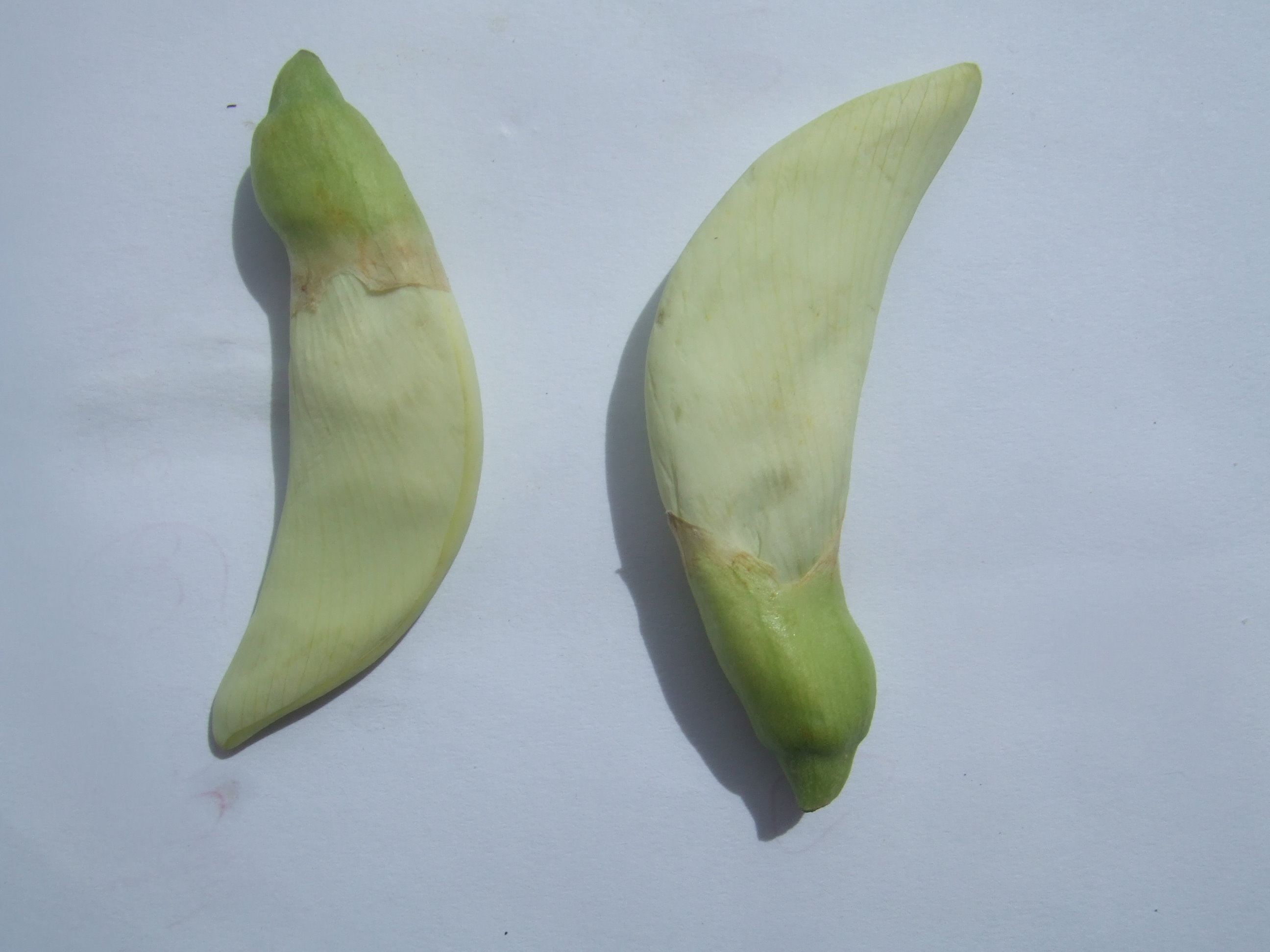
Boutons floraux frais de S. grandiflora.
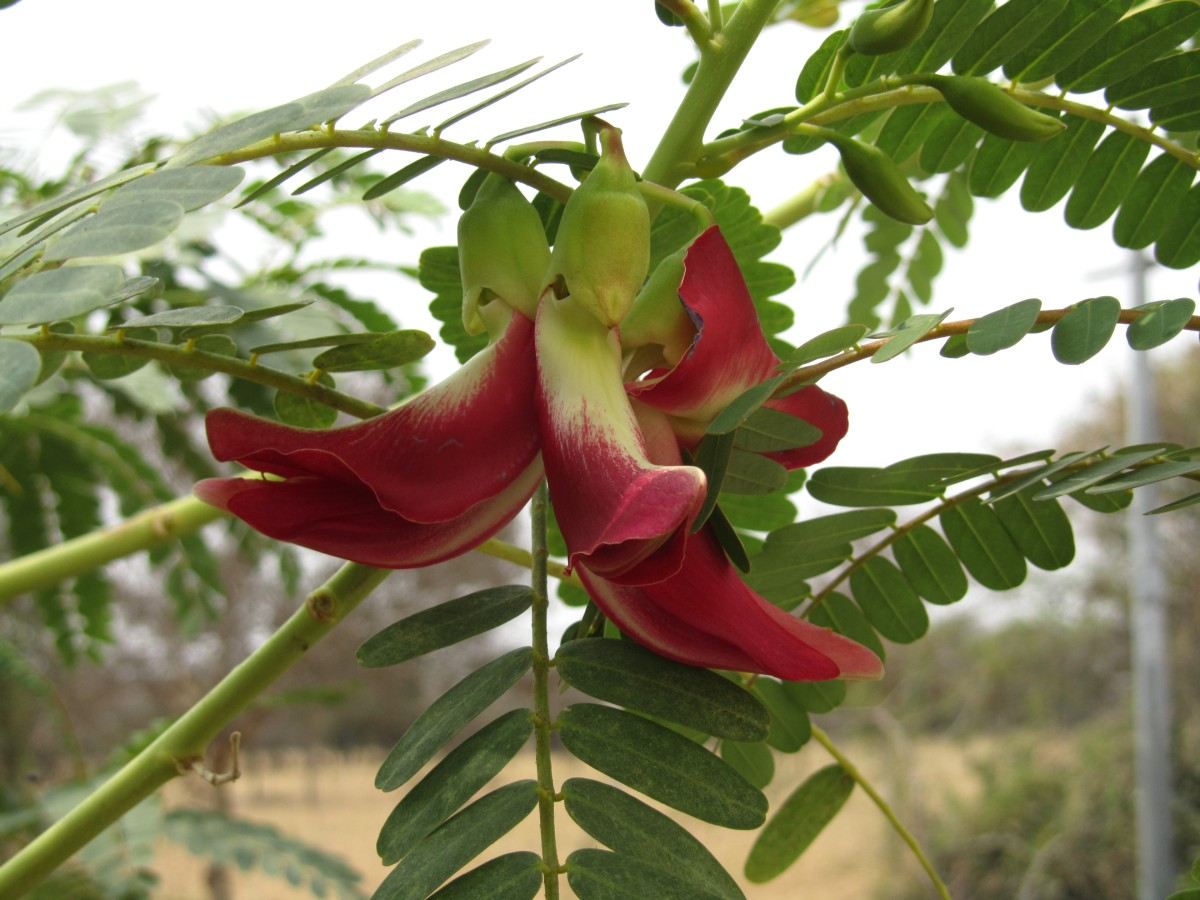
Variante rouge des fleurs de S. grandiflora.
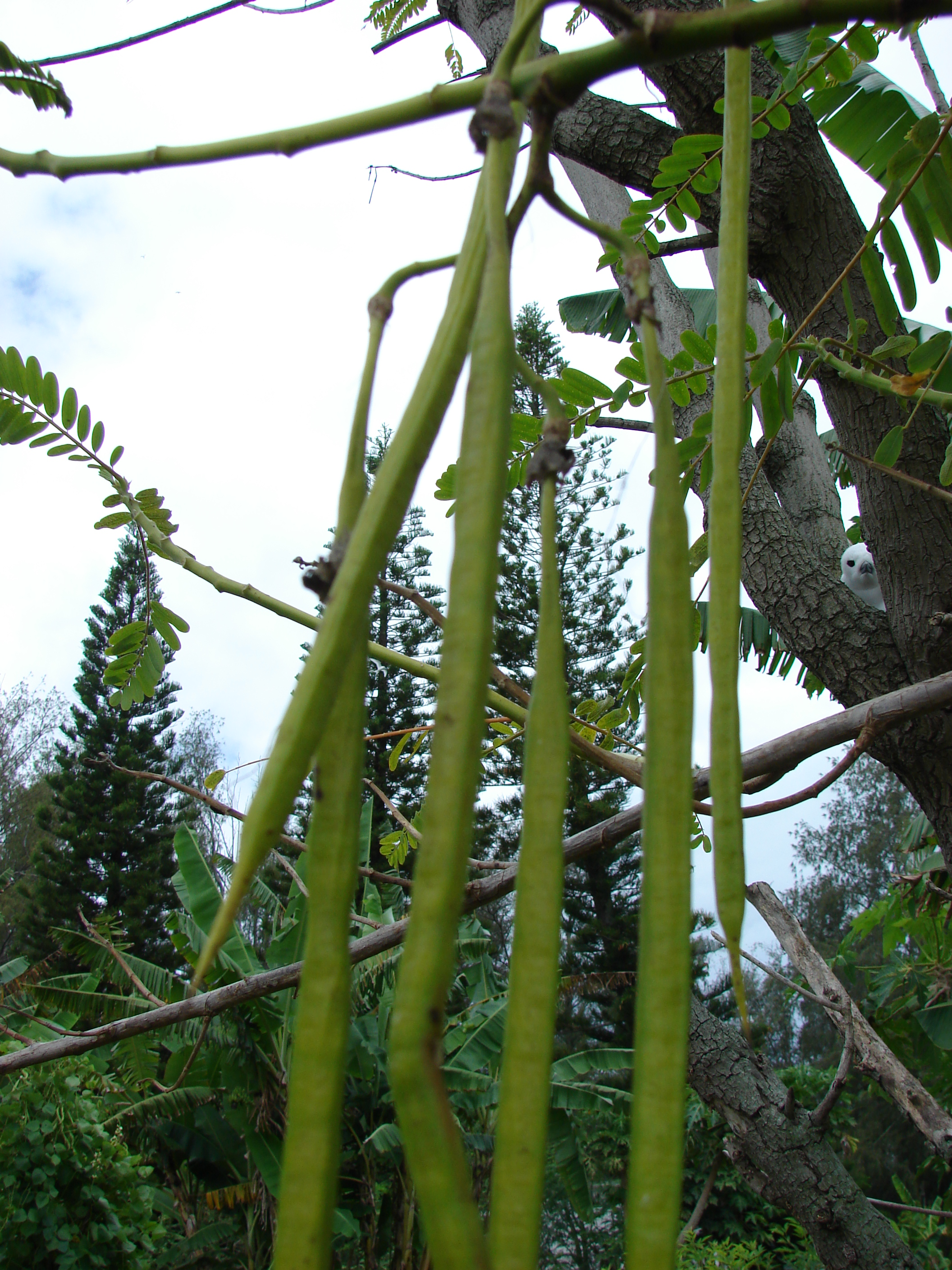
Fruits de S. grandiflora.

### Origine et répartition
Sesbania grandiflora est originaire de la Malaisie au Nord de l'Australie, et est cultivé dans de nombreuses régions de l'Est de l'Inde et du Sri Lanka.

### Écologie
Sesbania grandiflora se développe en plein soleil et est extrêmement sensibles au gel. Il préfère les climats chauds et humides avec de bons sols, mais supporte aussi les sols acides et humides. Il pousse de façon optimale en dessous de 1500 m d'altitude.
Sesbania grandiflora est multiplié par graines (semées à l'ombre) ou par boutures.

### Nuisances
Sesbania grandiflora est considéré comme une plante invasive dans plusieurs îles du Pacifique : Samoa américaines (Tutuila), Fidji, Polynésie française (Tuamotu : Hao, Société, Marquises : Fatu Hiva, Hiva Oa, Nuku Hiva, Ua Huka), Nouvelle-Calédonie (Grande Terre), Samoa (Savai‘i, Upolu), Tonga (Vava‘u), Philippines, Chagos (Diego Garcia).
Certaines variétés de Sesbania grandiflora ont été identifiées comme étant des plantes hôtes pour plusieurs organismes pathogènes des cultures à Hawaï : pyrale du bourgeon des haricots, papillon des haricots, et plusieurs mouches des fruits (Dacus cucurbitae, D. dorsalis et Ceratitis capitata).

## Noms vernaculaires
Comme toute espèce largement utilisée, Sesbania grandiflora porte de nombreux noms vernaculaires dans différentes langues :
- Allemand - Kolibribaum, Turibaum, Scharlach Baumwisterie
- Anglais - vegetable hummingbird[14] (légume colibri), Hummingbird tree (arbre colibri), Agathi, Agati Sesbania, August Flower, Australian Corkwood Tree, Corkwood Tree, Flamingo Bill, Grandiflora, Scarlet Wisteria Tree, Sesban, Sesbania, Swamp Pea, Tiger Tongue, West Indian Pea, West Indian Pea Tree, White Dragon Tree
- Arabe - سقرلت سيسبان (Saysabān), سيسبان كبيرة الأزهار
- Birman - Pauk-Pan, Pauk-Pan-Hpyu
- Cambodgien (Khmer) - Ângkiëdèi (អង្គាដី), Pka Angkea Dey (ផ្កាអង្គាដី)[15]
- Créole - Colibri Vegetal, Fleur Papillon, Pwa Valet, Pwa Valye
- Chamorro - Caturay, Katurai
- Chinois - Ta-Hua (大花田菁), Tien-Tsing, Da Hua Tian Jing, Mu Tian Jing
- Coréen - A Ga Ti, We-Seu-Teu-In-Di-An-Kong-Na-Mu
- Espagnol - Baculo, Cresta De Gallo, Gallito, Paloma, Pico De Flamenco, Zapaton Blanco
- Français - Agati nélite[16], Agati à grandes fleurs, Fagotier,fayotier[4], Colibri végétal, Fleur papillon, Pois antillais[17], Pois valette, Pois vallière.
- Hawaiien - Ohai Ke‘Oke‘O
- Inde :
  - Assamais - Bak Phool
  - Bengali - Agasthi (বকফুল), Agati, Agusta, Bagphal, Bak, Bak Phool, Bake, Bakphool, Buko - le nom Agati a été particulièrement repris dans diverses langues[18].
  - Gujarati - Agathio
  - Hindi - Agasati (अगस्ति), Agast, Agasti, Agastoya, Agust, Agusta, Bak, Balmota, Basma, Basna, Chogache, Gaach-Munga, Hadaga, Hadga, Hathia, Hathya, Hatiya, Jalt, Jayanti, Jhijan
  - Kannada - Agace, Agache, Agaci, Agase, Agasemara, Agashi, Agasi, Agastya, Bakapushpa, Chinna Daare, Chogache, Kempagase
  - Malayalam - Agati, Agatti, Agaty, Akatti, Argati, Argatti, Athi, Atti
  - Manipuri - Houwaimal
  - Marathi - Agasta, Agastha, Agasthi, Agasthiya, Agasti, Agastiya, Agathi, Agati, Agosto, Akatti, Chopchini, Haadga, Hatga, Jainti, Shevari, Shewari, Sirimonta
  - Oriya - Vranari
  - Sanskrit - Agasthya, Agasta, Agasti, Agastih, Agastivaka, Agastya, Agastyah, Agati, Anari, Buka, Dirghaphalaka, Dirghashimbi, Kanali, Kharadhvansi, Kumbhayoni, Kumbhayonih, Kusuma, Muni, Munidruma, Munidrumah, Munipriya, Munipushpa, Munitaru, Pavitra, Raktapushpa, Shighrapushpa, Sthulapushpa, Surapriya, Vaka, Vakrapushpa, Vakrapuspa, Vakrapuspah, Vamari, Vangasena, Vangasenah, Vranapaha, Vranari
  - Tamoul - Acaiyam, Accam, Acci, Acham, Acokam, Acotakatti, Agathi, Agathi Keerai, Agaththi, Agati, Agatti, Akacam, Akaci, Akaddi, Akatti, Akattikkirai, Alakiyal, Alakucivappi, Alakucivappimaram, Ampalacai, Ampalakaimaram, Anali, Aracamiyam, Argati, Arokkiyamatar, Arpakaimaram, Arrokkiyamatar, Athi, Attikkirai, Avappittaniti, Avappittanti, Cakanpanni, Cantirantankacci, Cayanti, Cenkutamaram, Cevvakatti, Cevvakattimaram, Chittakathi, Civappakatti, Civappi, Iyaktam, Kacikavakatti, Kakanaman, Karikam, Karikamaram, Kariram, Karunchempa, Kilimukkumaram, Kilimukkumram, Kiraiyakattimaram, Kopavairini, Kotikkalmaram, Kunali, Kunkumapperikamaram, Malaiyinmunimaram, Malaiyinmunivam, Malaiyinmunivanmara, Malaiyinmunivanmaram, Mayilmunimaram, Mayilmunivam, Mayilmunivan, Mulakariyam, Mulakiyam, Muni, Munipattiri, Munippuntu, Munitalam, Munittorumam, Munitturumam, Mutanki, Nattakatti, Paluppuccarruccattukkati, Pantukam, Pantukamaram, Pattiyamuriccan, Pavalaakatti, Pavalavakatti, Pavalavakattimaram, Peragatti, Pintaputpam, Piraimalar, Pocaki, Pocakimaram, Pocam, Pukal, Pukalmaram, Sevvagatti, Tanavakamaram, Tetcanamuli, Tetcanamurtti, Tirakkappalakam, Tirkkappalakam, Turucu, Tuvatacipattiri, Tuvatecipattiri, Ullulattitam, Uppi, Utumparam, Vaka, Vakai, Vanitam, Vankacenakam, Vellakatti, Vinpakam, Vinpakavakatti, Vintai, Vittari, Vittaru, Vitteri, Vittineruppu, Vittutti, Vittuttimaram, Yatakam
  - Telugu - Agasi, Agathi, Agise, Agisi, Anaga, Aneesay, Anisay, Aushika, Avasinara, Avesi, Avise, Avisey, Avishi, Avisi, Bakapushpam, Bakku-Pushapamu, Erraagasi, Erraavisi, Erragise, Ettagise, Patta, Suka Nasam, Sukanaasamu, Sukanasamu, Tella-Suiminta, Tellaavesi, Tellaavisi, Tellayavise, Thellayavise, Yerraavesi
  - Ourdou - Agast
- Indonésie :
  - Balinais - tuwi
  - Bahasa Sumba - tanunu
  - Baree et Makassar - kayu jawa
  - Bima - palawu
  - Bouguinais - ajatulama[8].
  - Gorontalo - uliango
  - Halmahera - turi
  - Indonésien - Bunga Turi, Kembang Turi (fleurs), Daun Turi, Turi, Tuwi, Toroy (feuilles)
  - Javanais - turi, Turi Bang (forme à fleurs rouges), Turi Putih (forme à fleurs blanches)
  - Kabupaten des îles Sangihe - turi
  - Kabupaten d'Alor - turi
  - Mongondow - suri
  - Madurais - toroy, Toroj
  - Rote - ngganggala, kalala[19]
  - Sulawesi du Nord - turing, suri
  - Soundanais - turi, Turi Berem (forme à fleurs rouges), Turi Bodas (forme à fleurs blanches)
  - Talaud - sourd
  - Ternate - turi
  - Timor - gala-gala
  - Tidore - turi
- Japonais - Agachi, Shiro-Gochou
- Lao - Kh’ê: Kha:W
- Malais (langue) - Turi, Geti, Kacang Turi, Petai Belalang, Pokok Turi, Sesban, Sesban Getih
- Néerlandais - Agati
- Népalais - Agasti
- Palauan - Katurai
- Persan - Sīsabān
- Philippines :
  - Bagobo - Diana
  - Ibanag - Katurai, Katudai
  - Iloko - Katudia, Katodai
  - Panay Bisaya - Gauai-Gauai
  - Pangasingan - Katurai
  - Tausug (Sulu) - Kambang-Turi
  - Filipino - Katuray, Katurai
- Portugais - Agasto, Sesbânia
- Russe - Sesbania Krupnotsvetkovaia
- Samoan - Sepania
- Slovaque - Sezbánia Veľkokvetá
- Sri Lanka :
  - Cingalais - Katurumurunga Kolle (feuilles), Katurumurunga Mala (fleurs)
  - Tamoul - Attikkirai
- Tahitien - Afai, Ofai, Ouai, Oufai
- Tchèque - Sesbánie Velkokvětá
- Thaïlande :
  - Chiang Mai - Khae Daeng
  - Lanna - แคแดง - Khè-dègn, แคขาว - Khè-khao, แคบา้น - Khé-bane[17]
  - Thaï Central - Dok Khae Baan, Kae-Ban, Khae, Ton Kae
- Tibétain - A Ga Sta
- Vietnamien - So Ðũa

## Utilisations
En 1824, le botaniste Samuel Perrottet en disait ceci : AESCHINOMENE grandiflora L., le Touri des Javanais, l'Agati nélite des Créoles. - Les fleurs de cet arbrisseau se mangent crues ou cuites, et le plus souvent en salade ; séchées à l'ombre elles sont employées en guise de thé par les Malais, habitant les îles de Java. Ses légumes sont petits, très-comprimés et de la grosseur d'un moyen haricot ; les indigènes les font cuire avec du poisson salé, lorsqu'ils sont encore tendres. On retire du tronc un suc résineux que les Chinois, particulièrement ceux de Surabaja, emploient sans aucun apprêt comme vernis. Le touri, dont je connais deux variétés, l'une à fleurs blanches, et l'autre à fleurs d'un beau rose, n'est pas seulement cultivé comme plante utile, mais il l'est encore comme plante d'ornement. Les terres légères et fraîches lui contiennent de préférence à tout autre.

### culinaires
Les fleurs de Sesbania grandiflora sont consommées comme légumes, en Asie du Sud-est : Laos, Thaïlande, Indonésie (Java), Vietnam, Philippines (Région d'Ilocos), Cambodge...
- Au Cambodge, la fleur de fayotier est consommée comme légume d’accompagnement. Elle peut aussi être sautée aux épices ou préparée en beignets. Il en existe encore une variété à fleur rouge profond utilisée de la même façon [3].

- En Inde, feuilles et fleurs entrent dans diverses préparations culinaires.

- En Indonésie, les feuilles, les fleurs et les jeunes gousses, peuvent être consommées comme légumes ou en salade après avoir été bouillies. Les jeunes feuilles ont parfois une odeur désagréable et une texture visqueuse après une cuisson à la vapeur[20]. Il est recommandé aux mères allaitantes de consommer des feuilles fraîches de Sesbania grandiflora pour favoriser la lactation. Cette plante est utilisable tant en sucré qu'en salé, et de ce fait est très intéressante dans les mélanges du type du  pecel, aussi bien les fleurs que  les jeunes gousses (en remplacement du haricot-kilomètre), en mélange avec des pousses de soja, du melinjo bouilli. Ce plat peut provoquer de désagréables démangeaisons de la gorge si ces ingrédients ne sont pas assez cuits[21]. Les gousses de couleur blanche sont des légumes très populaires à Java. Les jeunes gousses peuvent être consommées comme les haricots verts[6].

- Au Sri Lanka, les jeunes gousses de Sesbania grandiflora sont également consommées, où on les appelle Katuru murunga en cingalais. Elles sont parfois ajoutés au "sudhu hodhi" ou curry blanc, une préparation au coco très populaire. On les utilise localement pour soigner les aphtes.

- En Thaïlande, les fleurs sont appelés ดอกแค (dok khae) dans la langue Thaï. Elles sont utilisées cuites dans les currys, comme le kaeng som et le kaeng khae[22], ou dans les sauces piquantes (nam phrik)[23].

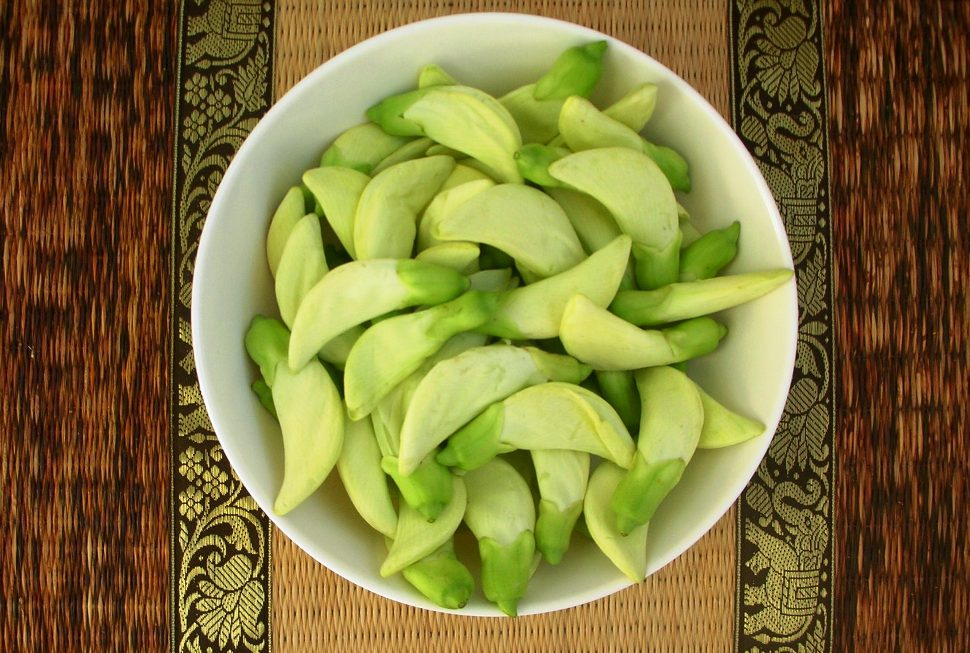
Boutons floraux de S. grandiflora prêts à être cuisinés
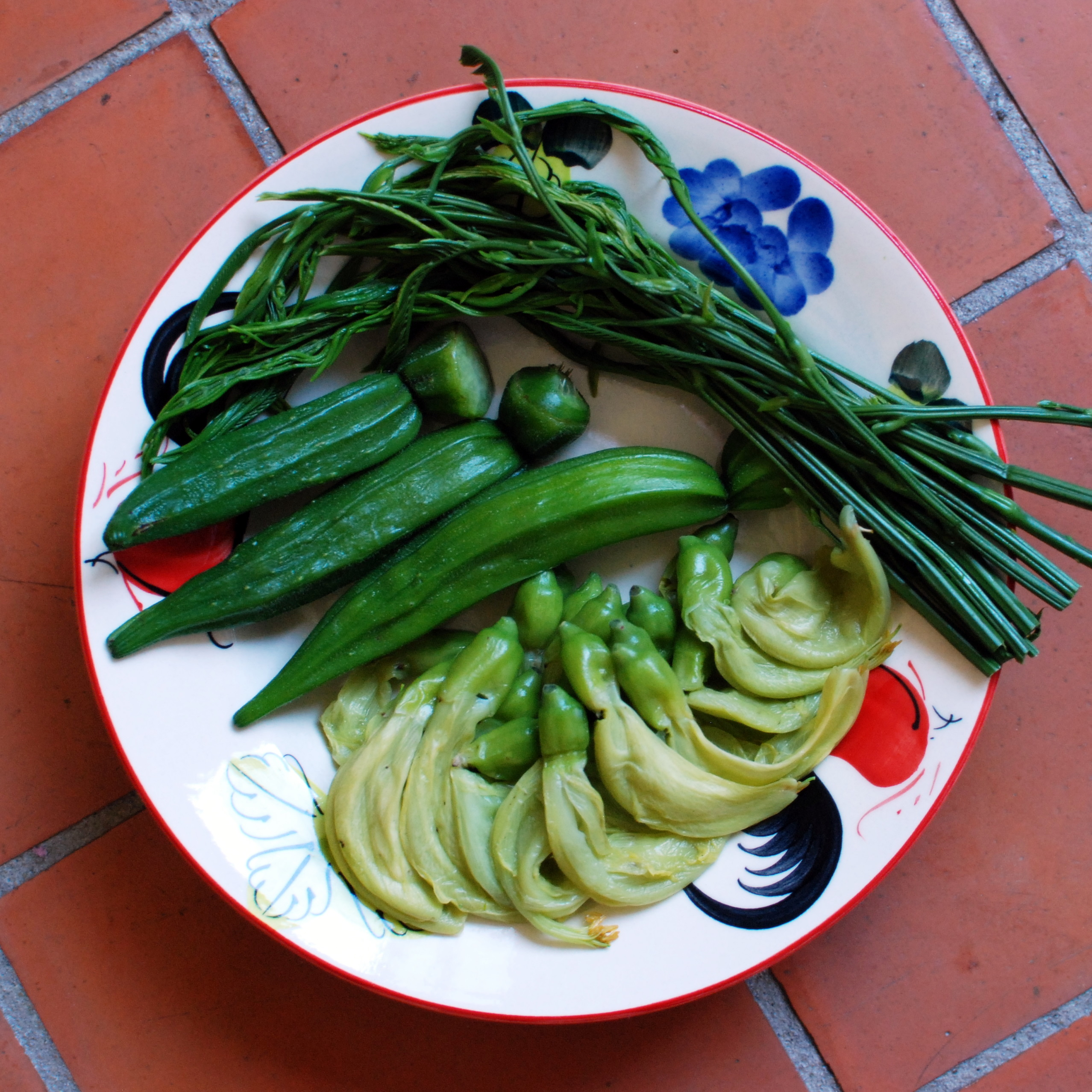
Fleurs de Sesbania grandiflora fleurs (en bas) cuites à la vapeur, parmi d'autres légumes dans un plat Thaï

### Médicinales
On lui connaît de nombreux usages traditionnels.
Par exemple, en Indonésie, on tire un médicament de l'écorce de Sesbania grandiflora triturée dans l'eau froide ou bouillante : l'eau qui en résulte est bue pour traiter le muguet, la dysenterie, les plaies, etc. Cependant, en cas de surdose, cette décoction devient une drogue vomitive (émétique). L'écorce de la variété à fleurs rouges est commercialisée sous le nom de kayu timor (ce qui signifie "bois de Timor"). Sa concentrations élevée en tanins explique son efficacité pour guérir les blessures ou la dysenterie. En général, le "bois de timor" est utilisé pour traiter la dysenterie et à réduire les inflammations, les ecchymoses et les œdèmes. En général, Sesbania grandiflora peut être utilisé pour traiter les aphtes, les inflammations de l'intestin (en buvant une décoction d'écorce de Sesbania grandiflora), la dysenterie, la diarrhée, la gale (l'écorce est apposée en cataplasme sur la zone concernée), la varicelle, les entorses, les coups, les pertes vaginales, de la toux, le béribéri, les maux de tête, les maux de gorge, la fièvre puerpérale, la production de lait maternel, le nez qui coule, la toux, les rhumatismes, et les plaies. De même, chez les habitants de Sumba, les feuilles et l'écorce de Sesbania grandiflora sont utilisées pour réduire les fractures : on les prépare en pansement fixé avec un chiffon et attaché avec une nervure centrale de feuille de bananier, que l'on garde pendant la journée.
Selon des études scientifiques, les principaux constituants de sa sève astringente sont l'agatine la zantoagatine, puis la bassorine, et les tanins. Ses graines contiennent 70 % de protéines. Ses feuilles contiennent des saponines, apparemment non toxiques, bien qu'elles puissent être utilisées comme substitut du savon pour laver les vêtements. les Fleurs contiennent des quantités variables de sucre et constituent une source de vitamines B. Sesbania grandiflora a aussi été signalé pour le traitement de la cécité nocturne. De même, on a extrait de l'acide bétulonique et trois isoflavonoïdes à partir de racines de la Sesbania grandiflora ; ces principes actifs ont montré une activité anti-tuberculose (Mycobacterium tuberculosis).
La poudre d'écorce de Sesbania grandiflora été aussi utilisée pour la fabrication de cosmétiques.
On a également montré que l'extrait de feuilles peut inhiber la formation de produits de glycation avancée (AGE). L'extrait de la feuille contient de l'acide linolénique et l'acide aspartique, qui ont été trouvés à être les principaux composés responsables de l'effet potentiel anti-glycation de l'extrait de feuille.
On lui connait de plus des propriétés antioxydantes, antidiabétiques, anticancéreuses, antibactériennes, antivirales, stimulante de probiotique, antiurolithiatique, antihyperlipidémique, anticonvulsivant et anxiolytiques, Hepatoprotecteur et nephroprotecteur, cardioprotecteur et pulmoproteur, analgésique et dépresseur du système nerveux central, anti-inflammatoires et analgésiques, antiulcéreuses, cicatrisantes, anthelminthiques, antihémolytique.

### technologiques
La sève de Sesbania grandiflora durcit au contact de l'air pour former gomme, qui est utilisée comme substitut de la gomme arabique, tant dans l'alimentation que pour la fabrication d'adhésifs. Au Karimunjawa, cette sève est utilisée pour fabriquer des colorants.
La sève de Sesbania grandiflora était utilisé par les pêcheurs de l'antiquité, pour imprégner les lignes de pêche et les mailles des filets, et les rendre ainsi plus résistantes Restorecal. Cette sève peut également être mélangée à la peinture noire pour préserver le bois, notamment les étais des galeries minières. La gomme de Sesbania grandiflora également utilisé comme adhésif dans la reliure. En plus de la sève, on fait macérer les outils de capture de poisson dans une décoction d'écorce de Sesbania grandiflora, afin de les rendre plus durables. Au Kebumen, cette décoction, mélangée avec de la suie, est utilisée pour donner une couleur noire aux vanneries artisanales en bambou tressé.

### fourragères
Les feuilles de Sesbania grandiflora peut également être utilisé pour l'alimentation des animaux et de comme engrais vert.
Beaucoup d'observations indiquent que Sesbania grandiflora est un fourrage particulièrement apprécié des ruminants et présente des taux élevés en éléments nutritifs. Pour 100 g de poids sec, les feuilles de Sesbania grandiflora contiennent environ 36 % de protéines et 9600 UI de vitamine A. La concentration en azote est d'environ 3,0–5,5 % dans le feuillage, et jusqu'à 6,5 % les graines. On estime le taux de glucides dans le feuillage à 65-73 %, avec une faible proportion de grosses fibres (5 à 18 %). Bien que ce fourrage soit connu pour contenir des saponines et des tanins, aucune réaction toxique n'a jusqu'à présent été constatée chez les ruminants. Cependant, son utilisation auprès des animaux non-ruminants (monogastriques) doit être faite avec prudence : on a par exemple constaté que cet aliment est létal pour les poulets.
Sesbania grandiflora est considérée comme bonne pour les bovins, comme l'atteste sa composition chimique :
| contenu            | quantité            |
| ------------------ | ------------------- |
| valeur énergétique | 4,825 kcal/kg       |
| protéines          | 27,3 % (voire 45 %) |
| SDN                | 24,4 %              |
| lignine            | 2,7 %               |
| Cendres            | 7,5 %               |
| Calcium            | 1,5 %               |
| Phosphore          | 0,4 %               |

### forestières
Le bois de Sesbania grandiflora est blanc, relativement tendre et cassant. Sa densité varie de 0,38 à 0,50. Il est classés comme très peu durable (classe V).
Ce bois n'est pas recommandé comme bois de chauffe, parce qu'il produit beaucoup de fumée. Il peut néanmoins être intéressant comme source de biomasse, car il est assez abondant dans les zones rurales, et pousse rapidement : il peut atteindre une hauteur de 2 mètres en 12 semaines, produire du bois dès un an, et croître de 4-5 mètres par an. En Indonésie, une plantation peut produire de 20-25 m3/ha/an.
Le bois de Sesbania grandiflora peut également servir à la fabrication de pâte à papier en mélange avec des fibres de bambou. Avec une rotation de la plantation de 3-4 ans, Sesbania grandiflora est capable de produire plus de cellulose par unité de surface, que les systèmes de production habituels de pulpe de bois. Cependant, les fibres de bois de Sesbania grandiflora sont courtes, et doivent par conséquent être mélangées dans une proportion suffisante avec des fibres plus longues comme celles de bambou, afin de produire un papier suffisamment solide. De la pulpe de bois de Sesbania grandiflora peut servir à fabriquer du papier de moyenne inférieure (papier journal, magazines, papier à écrire, ou pour l'impression de prospectus).
La densité du bois de Sesbania grandiflora augmente avec l'âge. Au bout de 5 à 8 ans, il est assez solide pour servir de bois d’œuvre dans la construction. On peut aussi en faire des poteaux, mais ils seront peu durables car sensibles aux attaques de champignons et d'insectes.

### agronomiques
Sesbania grandiflora est également employé dans des aménagements paysagers : ombrage, haies brise-vent, arbres d'ornement... Ainsi, en Indonésie, il est cultivé aux abords des maisons comme plante ornementale, dans les champs pour les cultures sous couvert, et sert de tuteur aux poivriers et aux vanilles.
Il a aussi été utilisé pour restaurer les sols dégradés. La fixation d'azote atmosphérique au niveau de ses nodosités racinaires permet d'améliorer la fertilité des sols. Ses feuilles, fleurs et fruits tombent et s'accumulent au sol, en constituant une litière, et servent d'engrais vert. En raison de sa croissance rapide, Sesbania grandiflora peut être planté dans une jachère entre deux cultures afin de restaurer la fertilité des sols.
En 1984, une pullulation de criquets pèlerins a attaqué les cultures coco, de banane, de filao, et de Sesbania grandiflora dans les régions de Kebumen et Tegal. Les plantations de Sesbania grandiflora ont cependant permis de repousser ces insectes ravageurs : ses fleurs attirent les formes adultes du coléoptère Mylabris putulata, dont les larves mangent les œufs des orthoptères. Depuis, Sesbania grandiflora est aussi planté comme moyen de lutte biologique pour protéger les cultures, notamment contre le criquet ravageur Valanga nigricornis zehntneri qui menace régulièrement les plantations de palmier à huile et d'hévéa.
Sesbania grandiflora également utilisé comme clôtures vivante (haies plessées), pour protéger les cultures maraîchères du piétinement par le bétail ou de la prédation par les poules. Slamet Soeseno, auteur d'un ouvrage sur les légumes d'Indonésie, a noté que les haies plessées peuvent être faites en mélange, par exemple avec du moringa et du manioc, ce qui permet de faire des économies par rapport aux autres séparations habituelles (haies de bambous, murets, clôtures en fil de fer barbelé...).